# Zambia en los Juegos Olímpicos de París 2024
Zambia estuvo representada en los Juegos Olímpicos de París 2024 por un total de 27 deportistas, 20 mujeres y siete hombres, que compitieron en cinco deportes.
Los portadores de la bandera en la ceremonia de apertura fueron el atleta Muzala Samukonga y la boxeadora Margaret Tembo.

## Medallistas
El equipo olímpico zambiano obtuvo las siguientes medallas:
| Nombre           | Deporte   | Competición |
| ---------------- | --------- | ----------- |
| Oro              |           |             |
| —                |           |             |
| Plata            |           |             |
| —                |           |             |
| Bronce           |           |             |
| Muzala Samukonga | Atletismo | 400 m M     |